# Ханенко Данило Лаврентійович
Ханенко Данило Лаврентійович (* ? — † 1695) — політик і державний діяч Гетьманщини, племінник гетьмана Михайла Ханенка і батько генерального хорунжого Миколи Ханенка.

## Посада
Наказний лубенський полковник.

## Діяльність
Разом із московськими військами брав участь у походах проти татар на пониззя Дніпра.
Загинув під час облоги фортеці Кизи-Кермен.